# Ungnadové z Weissenwolffu
Ungnadové z Weissenwolffu, v 15. a 16. století Ungnadové ze Sonnecku, později uvádění též krátce jako Weissenwolffové byl rakouský šlechtický rod. Původně sídlili v Korutansku a přijali jméno podle hradu Sonnegg. Později získali majetek v Horním Rakousku, kde se udrželi až do 20. století. Byli povýšeni do stavu svobodných pánů (1463) a během 16. století již zastávali vysoké funkce ve správě habsburské monarchie. Vlivné postavení si udrželi i v následujících stoletích, v roce 1646 získali titul říšských hrabat a dva členové rodu obdrželi Řád zlatého rouna. V roce 1907 jim bylo přiznáno dědičné členství v rakouské panské sněmovně. Jejich hlavním sídlem byl zámek Steyregg v Horních Rakousích, v okolí Lince získali také řadu dalších statků. V několika krátkých obdobích jim patřily i velké majetky v Čechách. Díky sňatku vlastnili v první polovině 16. století jihočeská panství Hluboká nad Vltavou a Protivín, na přelomu 17. a 18. století jim patřilo panství Vlašim a nakonec počátkem 20. století v soudním procesu získali velkostatky Kopidlno a Staré Hrady ve východních Čechách. Rod vymřel v roce 1917.

## Dějiny

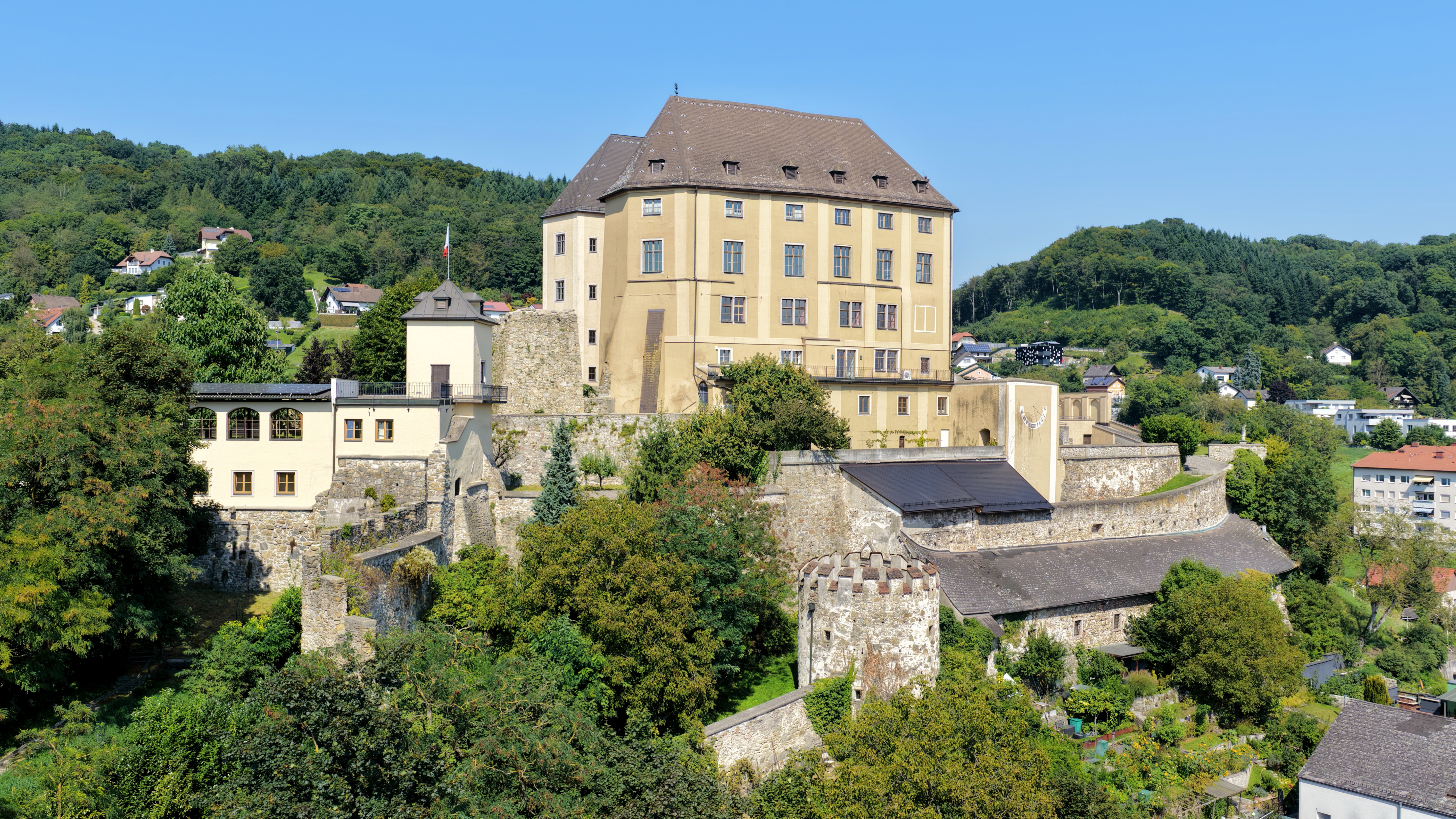
Zámek Steyregg u Lince, hlavní rodové sídlo v 17.–20. století

Ungnadové se připomínají již ve 12. století, dlouhou dobu působili ve službách bamberských biskupů. Jako první se prokazatelně uvádí Theodorich (†1158), který byl vyslán k ochraně zájmů bamberského biskupa do Korutan a usadil se zde, od té doby se členové rodu uvádějí s predikátem z Weissenwolffu. O století později bojoval Otto z Weissenwolffu pod Rudolfem Habsburským v bitvě na Moravském poli. K vyššímu společenskému postavení přivedl rodinu Jan I. (respektive Hans, †1461), který byl oblíbencem císaře Bedřicha III. U jeho dvora zastával funkci správce komory a dosáhl několikrát polepšení erbu. Pro svůj rod také získal panství s hradem Sonnegg v Korutanech (1444), které se stalo majetkovou základnou na více než 150 let. Hansův bratr Kryštof (†1481) byl v roce 1463 povýšen do rakouského panského stavu s predikátem ze Sonneggu (Herr zu Sunegk). Kryštofovi vnukové pak v roce 1522 obdrželi od císaře Karla V. říšský panský stav. Z nich vynikl Hans III. (1493–1564), který se uplatnil jako voják a v letech 1542–1544 byl hornorakouským zemským hejtmanem. Později ale rezignoval na další kariéru a proslul jako propagátor luteránské víry. Založil tiskárnu, z níž vyšly tisíce náboženských knih ve slovinštině a chorvatštině.

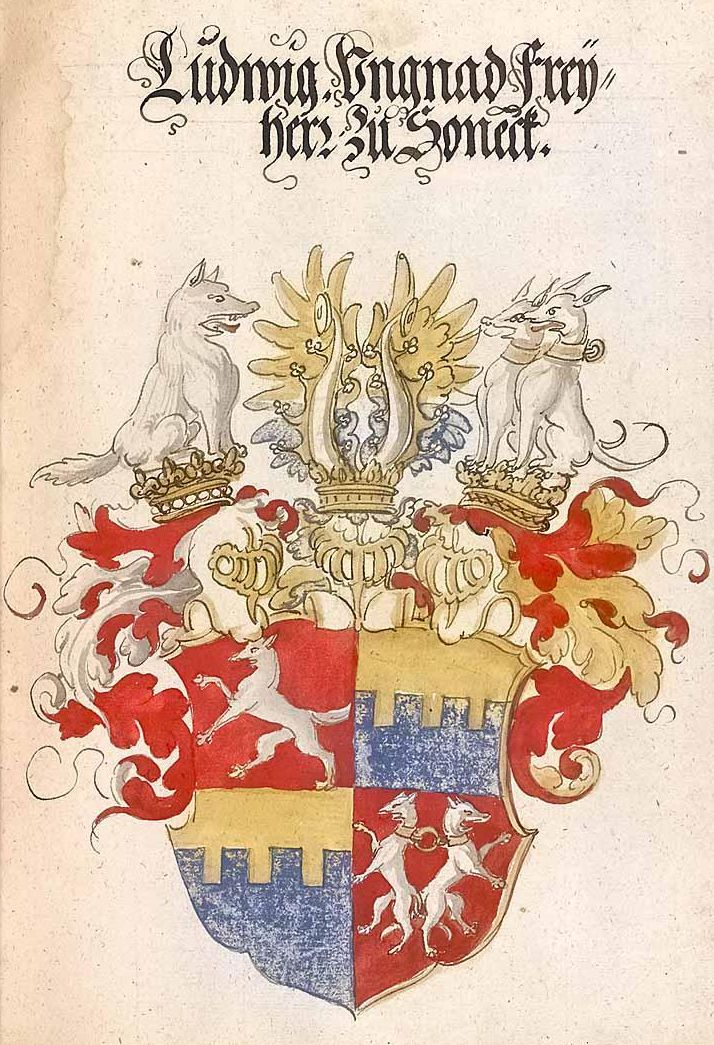
Erb dvorského maršálka Ludvíka Ungnada ze Sonnecku

Během 16. století získali Ungnadové příbuzenské vazby na českou šlechtu, ostatně Hans III. zemřel na zámku ve Vintířově u své dcery Alžběty, provdané Šlikové. Hansův mladší bratr Ondřej (Andreas, 1499–1557) byl ženatý s Bohunkou z Pernštejna a prostřednictvím svého tchána Vojtěcha z Pernštejna získal v jižních Čechách panství Hluboká a Protivín. Za složitých majetkoprávních poměrů však Ungnadové o tento majetek přišli krátce po Ondřejově smrti. Z další generace rodu vynikl Ludvík (1523–1584), který byl dvorským maršálkem ve službách Maxmiliána II., Kryštof (1525–1585) byl bánem v Chorvatsku (1576–1583). Nejmladší z bratrů David (1535–1600) byl císařským vyslancem v Turecku a poté dlouholetým prezidentem dvorské válečné rady (1584–1599), k rodovému majetku přikoupil hrad Ennsegg v Horních Rakousích. Tito sourozenci také požádali o český inkolát, i když v Čechách žádný majetek nevlastnili. Jejich další bratr Šimon (1530–1603) vlastnil koncem 16. století krátce hrad Himlštejn a na úhradu svých pohledávek u císařské komory dostal také do užívání hrad v Kadani.

## Ungnadové v 17.–19. století

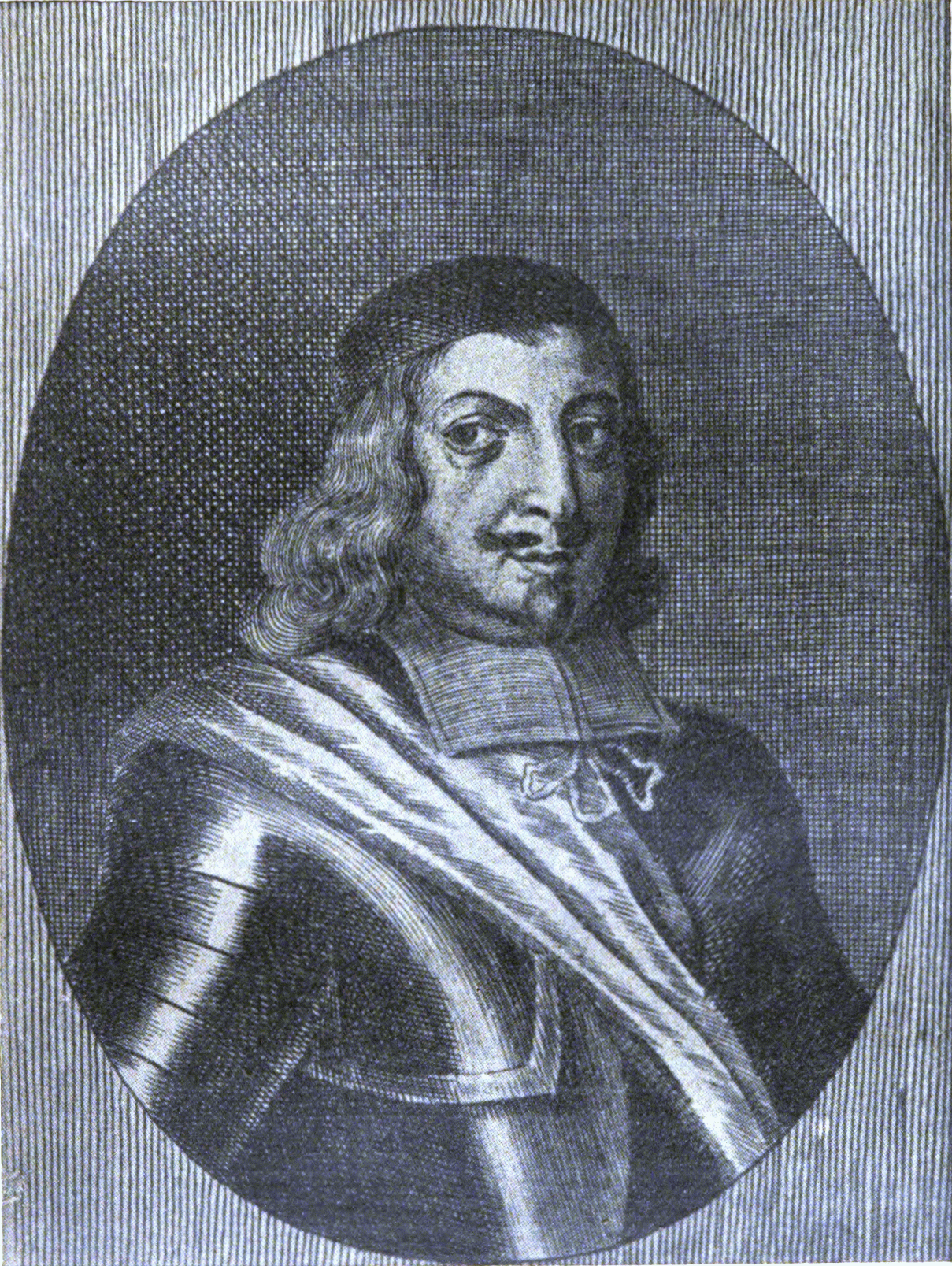
Hans III. Ungnad z Weissenwolffu (1493–1564), propagátor luteránství

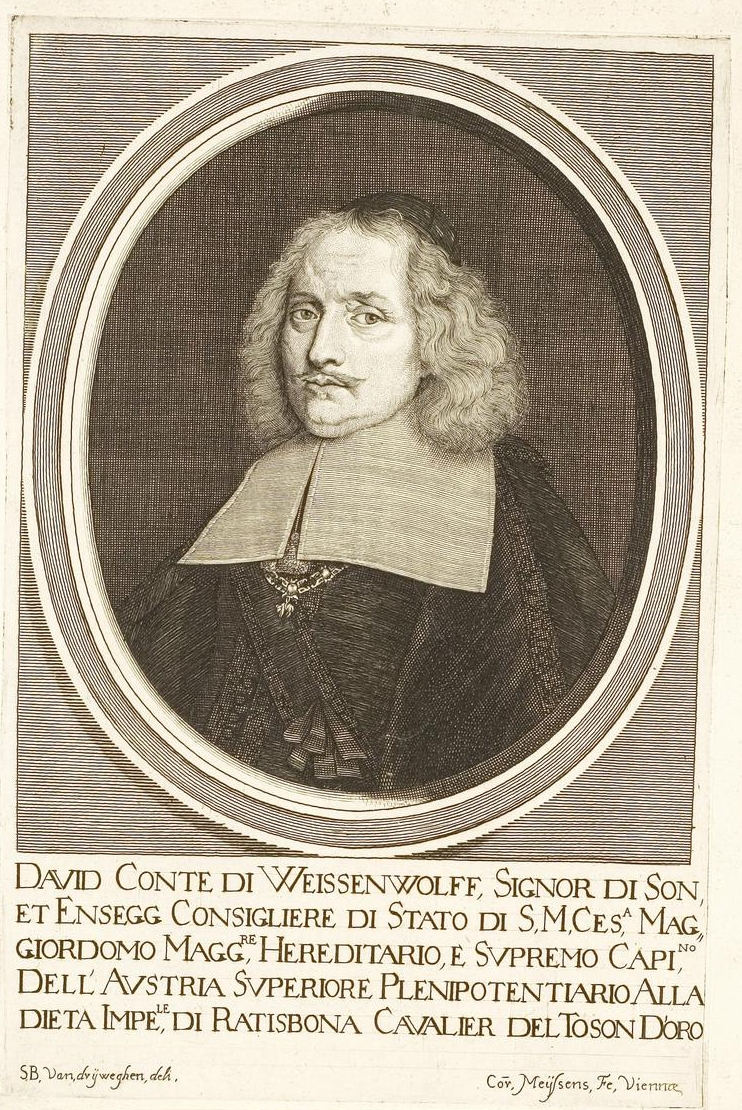
David II. Ungnad z Weissenwolffu (1604–1672), prezident dvorské komory a místodržitel v Horních Rakousích, 1646 říšský hrabě

V 16. a 17. století patřili Ungnadové k přední protestantské šlechtě v Horních Rakousích a za vlády Ferdinanda II. se po boku české evangelické šlechty zúčastnili stavovského povstání. To dočasně narušilo jejich pozice získané v předešlém století a v konfiskacích také ztratili svá hlavní sídla Sonnegg a Ennsegg. O lepší postavení rodu se zasloužil nedlouho poté David II. Ungnad (1604–1672), který se uplatnil jako diplomat, dlouholetý zemský hejtman v Horních Rakousích a od roku 1646 říšský hrabě, vzhledem ke ztrátě Sonneggu se vrátil k původnímu predikátu z Weissenwolffu (Graf und Herr von Weissenwolff). V roce 1648 obdržel také dědičnou hodnost hofmistra v Horních Rakousích, v roce 1652 byl přijat do říšského kolegia švábských hrabat a nakonec získal Řád zlatého rouna. Převzetím panství Steyregg (1638) po spřízněném rodu Jörgerů z Tolletu vytvořil majetkovou základnu rodu až do 20. století, v roce 1671 získal ještě panství Spielberg. Hornorakouským zemským hejtmanem byl i jeho syn Helmhard Kryštof (1634–1702), který stejně jako otec obdržel Řád zlatého rouna a ke Steyreggu přikoupil sousední panství Luftenberg. Jeho druhá manželka Františka Benigna z Porcie zdědila v Čechách panství Vlašim, které pak patřilo jejich synovi Františku Antonínovi (1669-1715).
Správu majetku v Rakousku během 18. století provázely četné problémy se zadlužením. Ze statků Steyregg, Spielberg, Luftenberg, Lustenfelden a Parz byl v roce 1723 zřízen fideikomis, což mělo zabránit ztenčování majetku. Josef Antonín Ungnad (1695–1759) kromě toho po svém strýci Františku Josefu Šlikovi zdědil v roce 1740 v Čechách panství Čakovice se zámkem, po jeho smrti bylo ale prodáno zpět Šlikům (1760). Na přelomu 18. a 19. století byl významným představitelem rodu Mikuláš Josef (1763–1825), který byl maltézským rytířem a za napoleonských válek dosáhl v armádě hodnosti polního podmaršála. Ve veřejném životě v Linci v sousedství rodových statků se uplatnil jeho mladší bratr Jan Nepomuk Ungnad (1779–1855), který proslul jako mecenáš umění a v revolučním roce 1848 byl v Linci velitelem národní gardy. Zemřel bez potomstva a jeho dědicem byl synovec Guidobald (1817–1872). Po něm převzal rodové statky syn Konrád Jan (1855–1912), který byl poslancem hornorakouského zemského sněmu a v roce 1907 získal dědičné členství v rakouské panské sněmovně.

## Soudní spor o dědictví Šliků a vymření rodu

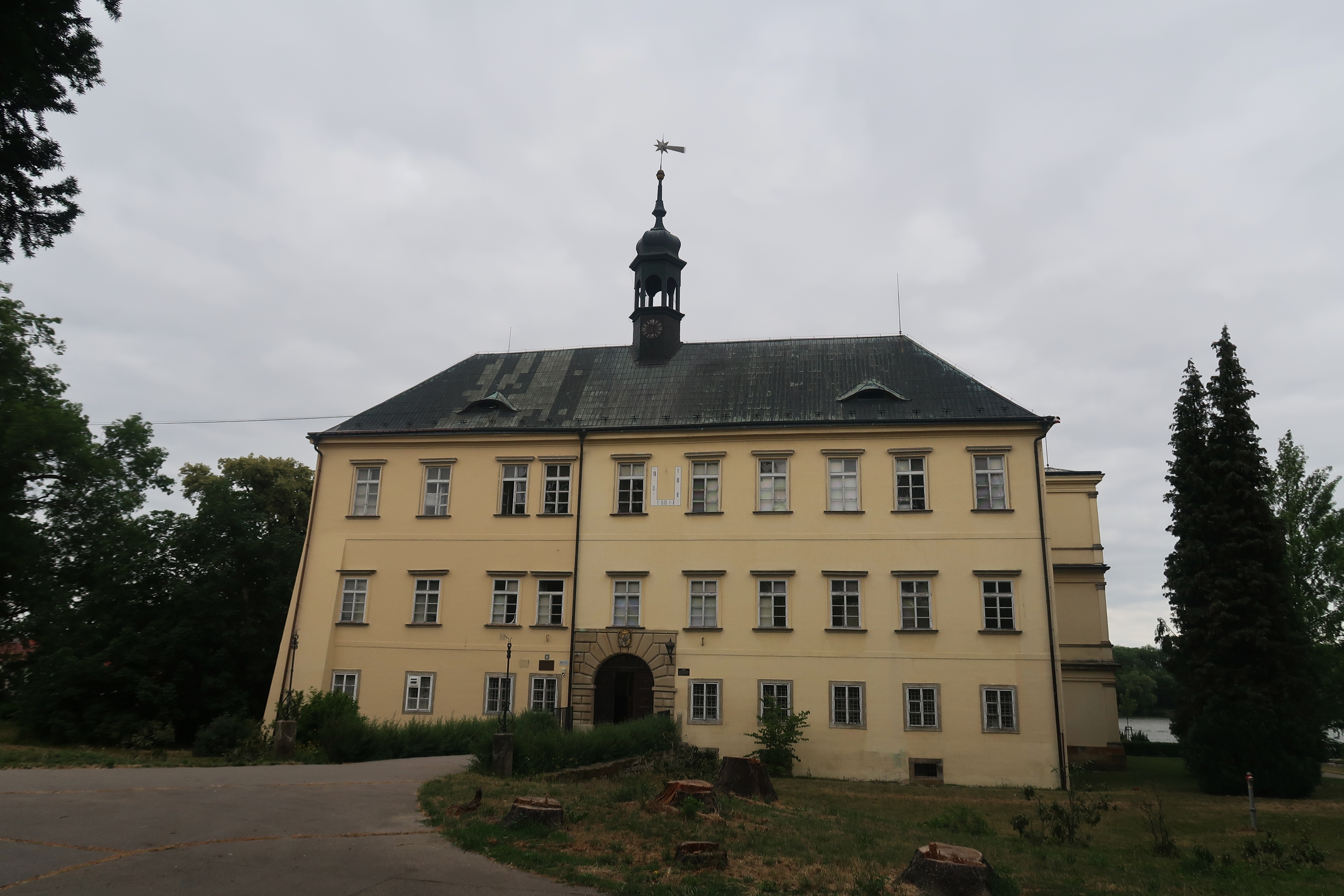
Zámek Kopidlno

Počátkem 20. století vstoupili Ungnadové do vleklého soudního sporu o dědictví Šliků v Čechách. Jednalo se o fideikomisní velkostatky Kopidlno a Staré Hrady, které s rozlohou přes 8 600 hektarů půdy patřily k velkým šlechtickým majetkům ve východních Čechách. Zakládací listina fideikomisu z roku 1672 stanovila přesně podmínky ohledně nástupnictví včetně sociálního postavení manželek dědiců. Tehdejší čekatel fideikomisu František Šlik (1854–1925) tyto podmínky nesplňoval, protože jeho manželka Berta Roxerová pocházela z měšťanských vrstev. Představitelem rodu Ungnadů byl v té době poslanec hornorakouského zemského sněmu a člen panské sněmovny Konrád Ungnad (1855-1912), který své dědické nároky na české statky odvozoval z příbuzenských vazeb sahajících do doby založení fideikomisu. První fideikomisní pán František Arnošt Šlik měl totiž za manželku Marii Markétu Ungnadovou, dceru Davida II. Ungnada. Konrád Ungnad požádal již v roce 1901 o zapsání mezi uchazeče o šlikovské statky a po smrti Ervína Šlika (1906) zahájil soudní proces proti jeho bratru Františkovi.
Soudní spor o velkostatek Kopidlno probíhal v několika fázích a u soudů různých instancí. Konrád Ungnad nakonec vyhrál. Rozhodnutím Vrchního zemského soudu v Praze a revizí Nejvyššího soudního dvora ve Vídni byl předmět sporu 6. července 1912 přiřčen Konrádu Ungnadovi, který však zemřel již v říjnu téhož roku. Dědicem se stal starší syn Pavel Konrád (1886–1915), který utrpěl smrtelný úraz v Haliči a zemřel bez potomstva. Dalším nástupcem byl jeho mladší bratr Mikuláš Jindřich (1895–1917), který zemřel nedlouho poté na komplikace spojené s operací slepého střeva. Mikuláš Ungnad z Weissenwolffu zemřel 29. září 1917 v Praze a jím rod vymřel. Majetek v Rakousku a Čechách si rozdělily jeho sestry, Irena (1880–1969), provdaná hraběnka Szapáryová, a Henrietta (1883–1962), ovdovělá princezna Thurn-Taxisová. Šlikové proti nim vedli soudní spor ještě během první republiky, kdy byly zrušeny fideikomisy a tím pádem došlo k anulaci podmínek nástupnictví. Henrietta Thurn-Taxisová své nároky ale obhájila a byla majitelkou Kopidlna až do roku 1945.

## Osobnosti

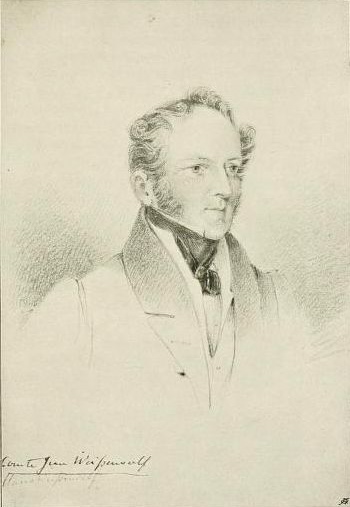
Jan Nepomuk Ungnad z Weissenwolffu (1779–1855)

- Hans III. (1493–1564). vojevůdce, hornorakouský místodržitel, propagátor luteránství
- Ondřej (Andreas I.) (1499–1557), majitel zástavního panství Hluboká nad Vltavou a Protivín
- Ludvík (1523–1584), dvorský maršálek
- Kryštof (1525–1585), chorvatský bán 1576–1583
- Adam († 1565), majitel zástavního panství Hluboká nad Vltavou a Protivín, po polovině 16. století sedmý nejbohatší šlechtic v zemi
- David I. (1535–1600), prezident dvorské válečné rady 1584–1599
- David II. (1604–1672), diplomat, prezident dvorské komory, hornorakouský zemský hejtman, rytíř Řádu zlatého rouna
- Helmhard Kryštof (1634–1702), hornorakouský zemský hejtman, rytíř Řádu zlatého rouna
- Guidobald (1725–1784), c.k. generálmajor
- Mikuláš Josef (1763–1825), vojevůdce napoleonských válek, c.k. polní podmaršál, maltézský rytíř
- Jan Nepomuk (1779–1855), mecenáš, c. k. komoří, plukovník, velitel Národní gardy v Linci 1848
- Konrád Jan (1855–1912), c.k. tajný rada, komoří, dědičný člen rakouské panské sněmovny